# Jean III d'Antioche
Pour les articles homonymes, voir Jean III.
Jean III d'Antioche fut patriarche d'Antioche de l'Église jacobite du 21 novembre 846 au 3 décembre 873.